# Королівська італійська армія
Королівська італійська армія (італ. Regio Esercito, досл. «королівська армія») — сухопутні війська Королівства Італія, засновані з моменту його проголошення.
Після скасування монархії в 1946 році армія змінила назву, ставши сучасним італійським військом (Esercito Italiano).

## Історія

### ХІХ сторіччя
У XIX столітті Італія почала об'єднуватися в одну державу, а 1861 року італійський генерал Манфредо Фанті підписав указ про створення Армії обох Сицилій. Першим завданням цієї новоствореної армії був захист від репресивної влади в південній Італії. Армія обох Сицилій упродовж цього часу об'єднання боролася проти розбійників та інших армій. 

### Перша світова війна
Перший досвід сучасної війни Королівська італійська армія набула під час Першої світової війни, з 1915 до 1918 року. Війна велася переважно на Італійському фронті в Північній Італії, що коштувало італійській армії істотних втрат, у тому числі близько 600 000 загиблих.
Італійська 35-та дивізія діяла на Македонському фронті у складі т. зв. Союзницької армії Сходу.

### Міжвоєнний період
У міжвоєнний період армія спочатку була зосереджена на безпеці кордону в Альпах і на італійсько-югославському кордоні. Вона підтримувала фашистський режим Беніто Муссоліні через його експансіоністську ідеологію та скасування скорочення витрат на оборону попередніми урядами. У 1930-х роках армія брала участь в остаточному підкоренні Лівії, долучилася до вторгнення в Ефіопію, надала війська та матеріали Корпусу добровольців (Corpo Truppe Volontarie), який воював у Громадянській війні в Іспанії, та брала участь у вторгненні в Албанію.

### Друга світова війна
Королівська армія була однією з найбільших сухопутних сил у Другій світовій війні, під час якої стала одним із піонерів використання парашутних десантників. Багато італійських дивізій через малий їх розмір було підсилено групами з двох батальйонів чорносорочечників (Gruppo di Assalto).
1943 року Італія капітулювала та розділилася на Італійську Соціальну Республіку, яка виставила власне військо — Національну республіканську армію, та на визволений південь, з боку якого воювала Італійська союзницька армія — військо італійських роялістських сил, що перейшли на бік союзницьких сил після Кассибільського перемир'я у вересні 1943 р.
Коли в 1946 р. після конституційного референдуму королівство було замінено на республіку, то відповідно Королівська армія (італ. Regio Esercito) змінила назву на Італійська армія (Esercito Italiano).

## Альпійські стрільці
В італійській королівській армії служили елітні гірські військові капрали, які називаються «альпіні». Вони являють собою найстарішу у світі чинну гірську піхоту. Їхня початкова місія полягала в тому, щоб захистити північний гірський кордон Італії, який відділяв від Франції та Австрії. Ця група виникла під час Першої світової війни, коли велися трирічні бойові дії проти австро-угорських тірольських цісарських стрільців і німецького альпійського корпусу. Під час Другої світової війни «альпіні» воювали разом із силами Осі на Східному фронті, а також у Балканських кампаніях.

## Військова юстиція в королівській італійській армії
В італійській королівській армії військове правосуддя застосовувалося на підставі положень Військово-карного кодексу 1870 року. Ця нормативна структура була дуже подібна до версії 1859 року, яку надихав карний кодекс Королівської сардинської армії 1840 року, що передував Альбертинському статуту 1848 року. Ці правила та чинники були визнані неадекватними перед лицем безпосереднього воєнного насильства. Загалом у Королівській італійській армії було винесено 4028 смертних вироків, при цьому 2967 вироків було винесено заочно, з яких 750 було виконано, а 311 — ні